# Eugenia cacuminum
Eugenia cacuminum är en myrtenväxtart som beskrevs av Paul Carpenter Standley och Julian Alfred Steyermark. Eugenia cacuminum ingår i släktet Eugenia och familjen myrtenväxter. Inga underarter finns listade i Catalogue of Life.